# Foglalkozása: bűnbak
A Foglalkozása: bűnbak (eredeti címe: Au bonheur des ogres) egy 2013-ban bemutatott francia filmvígjáték Nicolas Bary rendezésében (korábbi filmje az Elhúztak a felnőttek, miénk a pálya), Raphaël Personnaz, Bérénice Bejo és Emir Kusturica főszereplésével. A forgatókönyv Daniel Pennac eredeti műve alapján készült.

## Történet
|  | Alább a cselekmény részletei következnek! |

Van valami furcsa – némelyek szerint abnormális – a Malaussène családban. De, ha közelebbről megnézzük, senki nem lehet boldogabb, mint ez a vidám, kaotikus család. Még akkor sem, ha az anya állandóan romantikus kalandokba keveredik. Benjanim Malausséne (Raphaël Personnaz) számára az élet soha nem unalmas, ő egy hivatásos bűnbak és egyben ő a legidősebb fivér a családban, akinek egy csapat gyereke van. De amikor valami történik, bárhova is megy, a rendőrség és a kollégái gyanakvóan kezdenek rátekinteni. Egy alkalommal találkozik "Júlia nénivel", az újságírónővel (Bérénice Bejo), akinek segítségével a rejtélyekre fény derülhet. Hamarosan élet-halál kérdése lesz, hogy kiderüljön, mi is történik valójában és kinek áll érdekében Benjanim életét tönkre tenni.
|  | Itt a vége a cselekmény részletezésének! |

## Szereplők
| szerep              | színész                | magyar hangja     |
| ------------------- | ---------------------- | ----------------- |
| Benjamin Malaussène | Raphaël Personnaz      | Fehér Tibor       |
| "Júlia nagynéni"    | Bérénice Bejo          | Vágó Bernadett    |
| Sainclair           | Guillaume De Tonquedec | Csőre Gábor       |
| Stojil              | Emir Kusturica         | Varga Rókus       |
| Carrega, ellenőr    | Thierry Neuvic         | Varga Gábor       |
| Louna               | Mélanie Bernier        | Nemes Takách Kata |
| Cazeneuve           | Dean Constantin        | Zöld Csaba        |
| Coudrier            | Marius Yelolo          | Barbinek Péter    |
| Lehman              | Bruno Paviot           | Forgács Gábor     |
| Gyerekpszichológus  | Alice Pol              | Kökényessy Ági    |
| Amar                | Youssef Hajdi          | Maday Gábor       |
| Thérèse             | Armande Boulanger      | Hermann Lilla     |
| Jérémy              | Adrien Ferran          | Boldog Gábor      |
| Öcsi                | Mathis Bour            | Pál Dániel Máté   |
| Constantin          | Joël Demarty           | Vass Gábor        |
| Miss Hamilton       | Marie-Christine Adam   | Bessenyei Emma    |
| Tűzoltó             | Jean-Louis Barcelona   | Katona Zoltán     |
| Monsieur Muszkli    | Ludovic Berthillot     | Faragó András     |

### Magyar változat
- Magyar szöveg: Molnár Anna
- Hangmérnök: Csomár Zoltán
- Vágó: Simkóné Varga Erzsébet
- Gyártásvezető: Kincses Tamás
- Szinkronrendező: Lengyel László

A szinkront Mafilm Audio Kft. készítette.

## Érdekességek
- A filmet egy elhagyott párizsi áruházban, a "La Samaritaine"-ben forgatták.
- A film Daniel Pennac azonos című, 1985-ben megjelent regénye alapján készült.
- A regény a Malaussène család életéről szóló saga első kötete a hatból, melyek közül az utolsó 1999-ben jelent meg.

## Külső hivatkozások
- Foglalkozása: bűnbak a PORT.hu-n (magyarul)
- A Foglalkozása: bűnbak az Internet Movie Database adatbázisában (angolul)
- A film a Rotten Tomatoes honlapján (angolul)
- Foglalkozása: bűnbak – filmkatalógus (magyarul)
- Foglalkozása: bűnbak  az Internetes Szinkron Adatbázisban (magyarul)

## Fordítás
- Ez a szócikk részben vagy egészben  az   Au bonheur des ogres (film) című francia Wikipédia-szócikk fordításán alapul.  Az eredeti cikk szerkesztőit annak laptörténete sorolja fel. Ez a jelzés csupán a megfogalmazás eredetét és a szerzői jogokat jelzi, nem szolgál a cikkben szereplő információk forrásmegjelöléseként.